# ベン・ガスコイン
ベン・ガスコイン（Sidney Charles Bartholemew "Ben" Gascoigne AO、1915年11月11日 - 2010年3月25日）は、ニュージーランド生まれのオーストラリアの天文学者である。測光学を専門とし、世界で最も重要な天文観測機器の1つであるアングロ・オーストラリア望遠鏡の設計・製造の主導的な役割を果たした。

## 人物
ガスコインは、ニュージーランドのネーピアで生まれ、オークランドとブリストル大学で訓練を積み、第二次世界大戦中にオーストラリアに移住してからは、キャンベラ郊外にあるストロムロ山天文台で研究を行った。彼は、望遠鏡等の光学機器の設計と運用に高い技術を持っていた。
第二次世界大戦後、ガスコインと天文学者のジェラルド・クロンは、ストロムロ山天文台で新しい望遠鏡を用い、銀河系とマゼラン雲の間の距離は、それまで半分に過小評価されていたことを確かめた。この測定が他の距離測定の校正として使われたことから、宇宙の大きさの推定値は2倍になった。彼らは、マゼラン雲の中での星形成は銀河系よりも最近起こったものであることも発見し、両者は並行進化してきたという従来の予測を覆した。ガスコインは、ストロムロ山天文台の中心人物として、この天文台を太陽観測のための天文台から、恒星及び銀河の研究の中心地にまで育て、またニューサウスウェールズ州北部にサイディング・スプリング天文台を創設した。イギリスとオーストラリアの両政府がサイディング・スプリング天文台にアングロ・オーストラリア望遠鏡を設置することに合意すると、ガスコインはその概念設計から関わり、ファーストライトとなる写真も撮影した。ガスコインは、天文学とアングロ・オーストラリア望遠鏡への貢献に対して、オーストラリア勲章を受章した。
ガスコインと妻で画家のロザリー・ガスコインの間には、3人の子供がいる。ガスコインは研究を引退すると、オーストラリアの天文学の歴史に関する何冊かの著書を書いた。彼は、自身の技術を用いてロザリーの写真家と助手を務めた。